# إريك وود
أريك وود (بالإنجليزية: Eric Wood) (و. 1986  م) هو لاعب كرة قدم أمريكية، من الولايات المتحدة، ولد في سينسيناتي، أوهايو، يلعب كمركز ‏.

## التعليم
تعلم في مدرسة إيلدر الثانوية.

## روابط خارجية
- إريك وود على موقع مرجع كرة القدم المحترفة.كوم (الإنجليزية)